# Google Web Server
Google Web Server (GWS) — проприетарный веб-сервер, используемый корпорацией Google для организации своей веб-инфраструктуры и предоставления поисковых сервисов. Недоступен для использования вне корпорации. Одно время считалось, что он разработан на основе Apache, но это было опровергнуто сотрудником корпорации, т.е. GWS является самостоятельной разработкой. Руководителем команды GWS на 2008 год был Бхарат Медиратта. 
GWS является узлом, координирующим исполнение поискового запроса от пользователя, взаимодействующим с внутренними серверами (например, рекламным, сервером орфографии, кэширующими, документальными и индексными серверами) и формирующим ответную страницу в форме HTML.
По состоянию на 2009 год исходный код GWS никогда не публиковался, а его методы не описывались в патентах. По некоторым оценкам GWS является одним из наиболее охраняемых и важных компонентов инфраструктуры Google.
В отдельные периоды времени, в частности в 2010 году, доля GWS оценивалась в 13% от всех активных веб-сайтов.
По состоянию на март 2018 года, находится на 5 месте по рейтингу компании Netcraft с долей около 7 % от общего числа активных сайтов. В большинстве случаев в заголовках HTTP от страниц Google в поле об используемом программном обеспечении содержится указание «gws» без номера версии.